# André Lesauvage

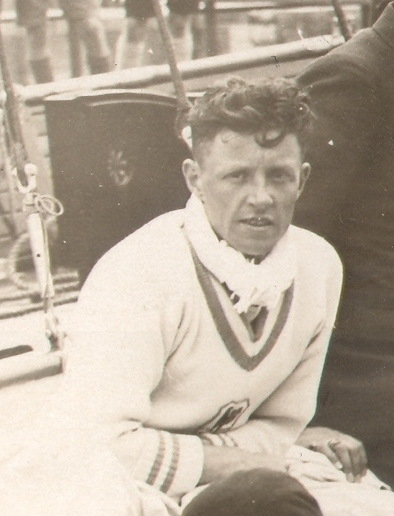

André Paul Henri Noël Lesauvage (Le Havre, 25 de dezembro de 1890 — Harfleur, 29 de maio de 1971) foi um velejador francês, campeão olímpico. Ele competiu nos Jogos Olímpicos de Verão de 1932 na classe 8 Metre e conquistou a medalha de ouro na disputa a bordo do l'Aile VI com Donatien Bouché, André Derrien, Virginie Hériot, Jean Lesieur e Carl de la Sablière.